# Barry Trotter
Barry Trotter ist eine Serie von Parodien auf die Harry-Potter-Saga, die von dem US-amerikanischen Satireautoren Michael Gerber geschrieben wurde. Sie besteht aus drei Büchern: Barry Trotter und die schamlose Parodie, der Fortsetzung Barry Trotter und die überflüssige Fortsetzung und dem Prequel Barry Trotter und der unmögliche Anfang.

## Die Bücher
Die drei Teile der Reihe erschienen in den Jahren 2002, 2003 und 2004 in Großbritannien und den USA, wenig später auch in Deutschland. Der erste Teil erreichte Bestsellerstatus und verkaufte sich in England in drei Jahren 200.000-mal, der zweite Band 110.000-mal, mit Stand vom Juni 2004.
Die Handlung dreht sich um den berühmten Zauberschüler Barry Trotter, seine Freunde Hermeline Cringer und Lonald Measly, Barrys Erzfeind Lord Valumart und Schuldirektor Alpo Bumblemore. Die Figuren sind in einem Großteil des Handlungsstranges bereits erwachsen und gehen (mehr oder weniger seriösen) Beschäftigungen nach. Barry versucht meist, den andauernden Anschlägen Valumarts zu entgehen und auch sonst seinen Kopf aus der Schlinge zu ziehen, die ihm meist in Form von früher begangenen Fehlern droht.
Michael Gerber verwandelte die Jugendbuchfigur in eine erwachsene, verdorbene und egoistische Person, die genussorientiert und ein wenig naiv durch die Welt stolpert und sich dabei eine Menge Ärger einhandelt. Der Witz der Parodien ist dabei meist sehr direkt und slapstickhaft, selten subtil und eher nicht kindergeeignet. Die bevorzugten Ziele der Parodie sind dabei der Verlag Scholastic, die Warner Bros., J. K. Rowlings Vorliebe für Anagramme und merkwürdige Transportarten.
Die deutschsprachige Fassung geht auf den Erwerb der Rechte durch Vito von Eichborn zurück, der rückblickend das Zögern der anderen deutschen Verlage amüsiert zur Kenntnis nahm, da diese den Stoff ursprünglich für eine Urheberrechtsverletzung hielten.

## Figuren
Barry Trotter
Die Hauptfigur der Romane ist ein Zaubererjunge, der von der Autorin J. G. Rollins durch eine Buchveröffentlichung berühmt gemacht wurde und diesen Einfluss auf die ihm eigene, selbstsüchtige Art und Weise auskostet. Er ist einfältig, sexbesessen und sadistisch, jedoch auch magisch sehr begabt. Durch seine Freunde und sein unglaubliches Glück gelingt es ihm immer wieder, dem Tod zu entrinnen.
Hermeline Cringer
Die ehemalige Schulfreundin und jetzige Ehefrau Barrys glänzt wie ihr Original durch besondere magische Fähigkeiten und Ehrgeiz, jedoch auch durch ihre zügellose Libido. Ihr sonst so scharfer Verstand weicht purer Besessenheit, wenn sich ihre Lüsternheit regt. Gemeinsam mit Barry hat sie einen Sohn Nigel, welcher keinerlei magische Fähigkeiten besitzt, und eine Tochter Fiona, die, obwohl sie noch ein Kleinkind ist, bemerkenswert begabt für Zauberei aller Art ist.
Lonald Measly
Lonald, oder auch Lon, ist der beste Freund Barry und Hermelines, war überzeugter Kommunist, der den Sturz der Zaubererschule plante, ehe ihn ein Quaddatsch-Unfall (an dem Barry maßgeblich beteiligt war) schwer am Kopf verletzte. Er bekam in einer Notoperation das Gehirn eines Golden Retrievers eingesetzt und lebt seither als geistig zurückgebliebener Erwachsener mit mitunter hündischen Anwandlungen weiter. Er ist überaus treu und scheint manchmal sogar intelligenter zu sein, als er vorgibt.
Lord Valumart
Terence („Terry“) Valumart ist ein kriminelles Genie, dessen Aktivität sich größtenteils auf die Finanz- und Konsumwelt erstreckt, der jedoch auch vor Entführung, Erpressung und Mord nicht zurückschreckt. Er tritt als Teutone mit Pickelhaube und Spitzbart auf, der, nachdem er es aufgegeben hatte, Barry zu ermorden, mittlerweile einen weltumspannenden Konzern besitzt, welcher die Welt mit Übel überschwemmt. Er gibt vor, Barrys Freund zu sein, hat jedoch insgeheim seine Pläne, Barry zu vernichten, noch nicht aufgegeben. Die Zaubererwelt redet von ihm als „der-der-stinkt“ und der „Doofe Lord“.
Alpo Bumblemore
Der Direktor der Zaubererschule Hogwash ist ein uralter, überaus mächtiger Zauberer, der eine ausgeprägte Aversion gegen Barry und seine vielen Eskapaden hegt. Alpo hat eine Übelkeit-erregende äußere Erscheinung und hält sich mittels Korruption am Direktorsposten fest. Er hasst Muddel (nichtmagische Personen) und scheint merkwürdige sexuelle Vorlieben zu besitzen.
Hafwid
Hafwid, der Wildhüter Hogwashs, ist ein ungepflegter, brutaler Alkoholiker. Er liegt den ganzen Tag im Suff, kann sich fast nur durch Schimpfworte artikulieren und bringt des Öfteren wahllos Muddel und Zauberschüler um. Sein Hund ist der „Saufrüde“ Fing.
Ferd und Jorge Measly
Die Zwillinge und ältere Brüder Lons sind zwei chaotische, destruktive Anarchisten, deren Lebensinhalt aus nicht viel anderem als aus sinnloser Zerstörung und fahrlässiger Tötung bzw. Verhexung besteht. Beide bekommen Arbeitsplätze bei der Regierung, in denen sie ihre Dränge ausleben können.
Die Malfies-Familie
Luderwig und Drafi Malfies sind Abschaum der Zaubererwelt, jedoch besitzt Luderwig als Mitglied des Schulkuratoriums sehr viel Einfluss und schafft es sogar, seinen Sohn Drafi als Schuldirektor einzusetzen. Dieser jedoch ist größenwahnsinnig geworden und stürzt während einer Selbstinszenierung zu Schulbeginn zu Tode. Er lebt als Geist in Hogwash weiter. Drafis Klon-Sohn, Larval, wird von Barrys Sohn Nigel während einer Schlägerei getötet, woraufhin sich Luderwig zu einem weiteren Klon entschließt.
Serious Blech
Barrys Patenonkel besitzt eine bemerkenswerte Gabe, Geld so anzulegen, dass unter Garantie nur mehr eine endlose Schuldenliste übrigbleibt. Er hat mit einer einzigen Investition das Leben von 14 Leuten ruiniert und war Insasse des Zauberergefängnisses, aus dem er aber als Einziger wieder entkam. Er strotzt vor Finanzideen, von denen jede ein todsicherer Schlag ins Wasser sein wird.
Fidibus Snipe
Professor Snipe, degradierter Lehrer für Zauberschwänke, hasst Schüler, besonders das Haus Grittyfloor und ganz besonders Barry Trotter. Er schreckt vor keiner Gelegenheit zurück, Punkte abzuziehen (und sei es, weil sich ein Grittyfloor-Schüler während seines Unterrichts erschießen lässt), ist Meister einer Reihe übler Verhexungen, webt Teppiche und wurde wegen illegaler Pornobilder auf seiner Kristallkugel verhaftet. Heute erfindet er für das Militär „biomagische Waffen“.
Minolta McGoogle
Die Hauslehrerin von Grittyfloor ist ein Animagus, die sich jedoch unkontrolliert in eine Katze verwandelt. Während des Älterwerdens verlor die einst so strahlende und scharfsinnige Gelehrte ihren Verstand und irrte als berüchtigtes Wrack in den Mauern Hogwashs herum, sofern sie nicht im S/M-Keller von Direktor Bumblemore gefangen saß. Professor McGoogle starb, als sie, in eine Katze verwandelt, eine unsterbliche Maus namens Timothy verschluckte und an ihr erstickte.
Weitere Figuren
- Genital „Genny“ Measly (die Schwester von Lon, Ferd und Jorge)
- Angus Filz (der Hausmeister)
- Madame Ponce (die Bibliothekarin)
- Girlrboy Rockhard (Lehrer und Pornodarsteller)
- Zed Grimfoot (der Waffenmeister)
- Die Furzende Fanny (Furzender Geist)
- Der fast hirnlose Bill (Hausgeist von „Grittyfloor“)
- Die Walfängerwitwe (Gespenst)
- Der blutige Laie (Hausgeist von „Silverfish“)
- Cyril Broadbottom (vom Pech verfolgter Schulkollege Barrys, tot)
- Schamlos O’Stereotype (Schulkollege, bei der IRA)
- Lee Jardin (Schulkollege, homosexuell)
- Don Tomas (siehe Lee Jardin)
- Junior (Sohn von Lee und Don, in Nigels Jahrgang)
- Die Dimsleys (Barrys Zieheltern, die er in Zombies verwandelt hat)

## Handlung der Romane

### Barry Trotter und die schamlose Parodie
Die Zauberschule Hogwash ist die berühmteste Schule ihrer Art und Barry Trotter ihr berühmtester Schüler. Durch ein Buch der Autorin Rollins hat er es zu einem weiten Bekanntschaftsgrad gebracht, seitdem belagern Muddel das Gebiet rund ums Schloss und treiben die Bewohner zum Wahnsinn. Barry stört dies nicht, er hat Narrenfreiheit in der Schule und seinen Spaß mit den Groupies. Als jedoch bekannt wird, dass Barrys Abenteuer verfilmt werden sollen, zwingt ihn Schuldirektor Alpo Bumblemore dazu, die Schule zu verlassen und den Film zu verhindern, da ansonsten Hogwash geschlossen werden müsste. Gemeinsam mit seinem hündischen besten Freund Lon und seiner Freundin Hermeline macht sich Barry auf, Rollins aufzuspüren und den Film, koste es, was es wolle, zu verhindern.

### Barry Trotter und die überflüssige Fortsetzung
Barry und Hermeline sind mittlerweile verheiratet und haben zwei Kinder, von denen der ältere, Nigel, endlich in die Zauberschule Hogwash aufgenommen wird. Jedoch ist Nigel nicht magisch begabt, und als der Schuldirektor Drafi Malfies zu Tode stürzt, werden Hermeline und Barry als Interimsdirektoren eingesetzt. Doch ein ausländischer Lehrer mit dem verdächtigen Namen Opla Mumblemumble scheint dies nicht gerne zu sehen, und bald bedroht ein teuflischer Plan die Schule, der die Vernichtung aller zur Folge hätte; derweil wird Barry durch einen Fluch immer jünger, bis er zu sterben droht. „Bissig und zungenfertig wird mit dem zweiten Teil von ‚Barry Trotter und die überflüssige Fortsetzung‘ der ‚Harry Potter‘-Kult aufs Korn genommen.“

### Barry Trotter und der unmögliche Anfang
Der Infantilismus von Barry wurde gestoppt, jedoch sitzt er nun in der Haut eines Neunjährigen fest. Seine Ehefrau, Hermeline Cringer, ist verzweifelt, zwingt ihn dazu, die Ursache auf psychologischem Wege zu finden, und schickt ihn zu therapeutischen Sitzungen zum geistig etwas verwirrten Schulpsychologen Hogwashs. Im Zuge der Sitzungen rollt Barry unbewusst sein damaliges neuntes Schuljahr wieder auf, in welchem vermutlich die Ursache der Krankheit zu sitzen scheint. Er erinnert sich an Lons Quaddatsch-Unfall, an seine erste richtige Liebe, und als die Hypnose außer Kontrolle gerät, durchlebt Barry eine wilde Odyssee, in deren Zuge er sogar durch die Unterwelt muss.

## Rezensionen

### Barry Trotter und die schamlose Parodie
„Keine 30 Seiten und es ist klar, dass die Scherze der "Parodie" sich auf öde Zoten beschränken. Zielgruppe sind offenbar Pubertierende, dem Fan-Alter der Harry-Potter-Romane gerade entwachsen und voller Lust am Ekel und vermeintlicher Provokation. Aber soll der Witz dieser ‚Satire‘ sich wirklich in Fäkalien bemessen lassen? In einer ‚Anmerkung des Verlegers‘ wird zumindest vorab schon mal auf die schlechte Qualität, die platten Scherze und die schmutzigen Witze des Buches hingewiesen. Das sollte man nicht als Ironie auffassen, sondern ernst nehmen.“

„Die einzig relevante Seite für die – hoffentlich wenigen – Leser dieses Buchs ist die letzte: ein kokett formuliertes Beschwerdeformular. Schade, daß es sich nicht per Eulenpost – ‚eine ziemlich unappetitliche Art der Postzustellung‘ – schicken läßt.“

### Barry Trotter und die überflüssige Fortsetzung
„Michael Gerber hat eine phantasievolle Parodie geschrieben. Schonungslos verkehrt er die ‚heile Harry Potter-Welt‘ mit Guten und Bösen in die ‚kaputte Barry Trotter-Welt‘, in der alle ein bisschen verrückt sind. Köstlich sind auch die Anspielungen auf die Namen der ‚Harry Potter‘-Geschichte.
Der satirische Roman ‚Barry Trotter und die überflüssige Fortsetzung‘ ist amüsant geschrieben und voller Humor, zum Teil etwas derb und deshalb nicht für jeden geeignet. Menschen, die ‚Harry Potter‘ lieben, sollten ‚Barry Trotter‘ lieber aus den Fingern lassen, und auch sonst heißt es: Lesen auf eigene Gefahr!“

### Barry Trotter und der unmögliche Anfang
„Der Plot, wenn auch ab und an etwas flach und durchschaubar, bietet dennoch vereinzelte Überraschungen für den Leser. Stilsicher und gekonnt treibt der Autor seine Geschichte voran, und hier sei vor allem die Interaktion der Figuren untereinander hervorgehoben. Gerade da hat Gerber deutliche Fortschritte gemacht, wenn man die beiden ersten Teile dagegen stellt. [...] Alles in allem ein wunderbar unterhaltsames Buch voller übler schwarzer Scherze und Zweideutigkeiten. Nur bedingt für Harry-Potter-Fans zu empfehlen, da der Autor doch ziemlich an dessen Thron sägt. Verträgt man jedoch deftigen Humor und Seitenhiebe, ist es höchst unterhaltsam und empfehlenswert.“

## Trivia
Die Videokünstlerin Coldmirror übernahm für ihre Neusynchronisation der Harry-Potter-Filme einige Elemente aus den Büchern Michael Gerbers. So entspricht der Eingangstext aus Harry Potter und ein Stein weitestgehend einem Abschnitt aus dem Buch Barry Trotter und die schamlose Parodie.

## Ausgaben
- Michael Gerber: Barry Trotter und die schamlose Parodie („Barry Trotter and the Unauthorized Parody“). Goldmann, München 2004, ISBN 3-442-45815-3.
- Michael Gerber: Barry Trotter und die überflüssige Fortsetzung („Barry Trotter and the Unnecessary Sequel“). Europa-Verlag, Hamburg 2004, ISBN 3-203-77504-2.
- Michael Gerber: Barry Trotter und der unmögliche Anfang („Barry Trotter and the Dead Horse“). Goldmann, München 2006, ISBN 978-3-442-41665-3.